# Антоніо Томас
Антоніо Томас (ісп. Antonio Tomás; нар. 19 січня 1985, Торрелавега) — іспанський футболіст, що грав на позиції півзахисника за низку іспанських та іноземних клубних команд.

## Ігрова кар'єра
Народився 19 січня 1985 року в місті Торрелавега. Вихованець футбольної школи клубу «Расінг» (Сантандер).
У дорослому футболі дебютував 2004 року виступами за голову команду того ж клубу. 2006 року перейшов до «Депортіво» (Ла-Корунья), утім сезон 2006/07 дограв у «Расінгу» на правах оренди.
Влітку 2007 року повноцінно приєднався до «Депортіво», проте протягом наступних двох років був лише гравцем ротації, пробившись до основного складу команди лише перед сезоном 2009/10.
Влітку 2011 року став гравцем команди «Реал Сарагоса», утім, провівши за неї лише три гри у Ла-Лізі на початку наступного року перебрався до болгарського ЦСКА (Софія), за який також відіграв лише пів року.
Протягом 2012—2016 років грав за друголігову «Нумансію», після чого протягом сезону захищав кольори грецької «Верії», а завершував ігрову кар'єру в сезоні 2017/18 в рідному «Расінгу» (Сантандер), що на той момент змагався вже в Сегунді Б, третьому іспанському дивізіоні.